# Liste der Wasserschutzgebiete im Landkreis Tuttlingen
In der Liste der Wasserschutzgebiete im Landkreis Tuttlingen sind Wasserschutzgebiete (WSG) im Landkreis Tuttlingen in Baden-Württemberg aufgeführt. Sie ist nach den offiziellen WSG-Nummern sortiert. In den Wasserschutzgebieten gelten für die Gewässer (Grundwasser, oberirdische Gewässer) besondere Ge- und Verbote, um das Wasser vor Verunreinigungen zu schützen. Die für die Wasserschutzgebiete zuständige Dienststelle ist das Landratsamt des Landkreises Tuttlingen.
Diese Liste ist Teil der übergeordneten Liste der Wasserschutzgebiete in Baden-Württemberg und erhebt keinen Anspruch auf Vollständigkeit.

## Geschichte
Der Landkreis Tuttlingen macht jährlich Angaben zur Entwicklung der Nitratkonzentrationen in den einzelnen Wasserschutzgebieten und erlässt für das folgende Jahr entweder Auflagen für Landwirte oder lockert bisherige Bewirtschaftungsauflagen auf der Grundlage der seit 1988 geltenden Schutzgebiets- und Ausgleichsverordnung (SchALVO) des Landes Baden-Württemberg. Diese Verordnung wurde zum 1. März 2001 novelliert. Neben der Einhaltung bestimmter Nitrat-Boden-Werte, die jährlich vom 15. Oktober bis 15. November gemessen werden, ist im Rahmen der SchALVO unter anderem vorgeschrieben, dass in den Wasserschutzgebieten Düngung und Pflanzenschutzmaßnahmen nach guter fachlicher Praxis erfolgen müssen, um das Grundwasser vor Beeinträchtigung durch Stoffeinträge aus der Landbewirtschaftung zu schützen.

## Wasserschutzgebiete im Landkreis Tuttlingen
Grundlage: Daten aus dem Umweltinformationssystem (UIS) der LUBW Landesanstalt für Umwelt Baden-Württemberg

| WSG-Nr. | WSG-Name                                         | Hauptgemeinde          | Lage | Fläche (Hektar) | Datum (Rechtsverordnung) | Bild                             |
| ------- | ------------------------------------------------ | ---------------------- | ---- | --------------- | ------------------------ | -------------------------------- |
| 327004  | Hinterhaldenquellen I und II                     | Gosheim                | ⊙    | 26,10           | 1974-02-04               |                                  |
| 327005  | Hinterhaldenquellen III und IV                   | Gosheim                | ⊙    | 24,00           | 1974-02-04               |                                  |
| 327010  | Talbachquelle                                    | Reichenbach am Heuberg | ⊙    | 21,35           | 1979-06-05               |                                  |
| 327011  | Bogenquelle I u.II                               | Reichenbach am Heuberg | ⊙    | 25,50           | 1976-10-05               |                                  |
| 327014  | Grundwasserfassung im Gewann Weiher              | Gosheim                | ⊙    | 13,89           | 1968-04-20               |                                  |
| 327015  | Schafhausquelle, Thannquelle                     | Gosheim                | ⊙    | 28,20           | 1974-02-24               |                                  |
| 327016  | Rossmannsbrunnen und Schweinsbronnenquellen      | Denkingen              | ⊙    | 46,18           | 2015-11-09               |                                  |
| 327019  | Bärensteigquellen                                | Bubsheim               | ⊙    | 40,76           | 1976-10-05               |                                  |
| 327020  | Lippachquelle                                    | Böttingen              | ⊙    | 3141,62         | 2002-04-22               |                                  |
| 327024  | Brunnen I-IV                                     | Fridingen an der Donau | ⊙    | 557,74          | 1993-03-15               |                                  |
| 327026  | Karls- und Jellenquelle                          | Dürbheim               | ⊙    | 63,80           | 2008-08-14               |                                  |
| 327027  | TB Egelsee I u. II                               | Balgheim               | ⊙    | 354,47          | 1994-06-06               |                                  |
| 327030  | Kalkhalden- u. Waldbergquellen                   | Spaichingen            | ⊙    | 47,91           | 1991-07-08               |                                  |
| 327039  | Horizontalfilterbrunnen im Gewann Riedgraben     | Tuttlingen             | ⊙    | 1358,03         | 1991-11-11               |                                  |
| 327040  | Faulhalden-, Spitzwiesen- und Langentalquelle    | Wurmlingen             | ⊙    | 399,16          | 2004-03-09               |                                  |
| 327041  | Juxquelle                                        | Seitingen-Oberflacht   | ⊙    | 65,10           | 1976-10-05               |                                  |
| 327042  | Tiefbrunnen, Grashaldenquelle und Quelle im Loch | Seitingen-Oberflacht   | ⊙    | 142,04          | 1976-10-05               |                                  |
| 327050  | Tiefentalquellen                                 | Tuttlingen             | ⊙    | 204,12          | 1975-08-12               |                                  |
| 327051  | GW-Fassung i. Krähenbachtal                      | Tuttlingen             | ⊙    | 86,61           | 1972-02-25               |                                  |
| 327052  | Gugel- u. Ippentalquellen                        | Immendingen            | ⊙    | 53,70           | 1975-02-24               |                                  |
| 327053  | Tiefbrunnen VII                                  | Immendingen            | ⊙    | 7,77            | 1972-12-11               |                                  |
| 327054  | Tiefbrunnen I-VI                                 | Immendingen            | ⊙    | 30,42           | 1972-12-11               |                                  |
| 327067  | Unterrieselquelle                                | Deilingen              | ⊙    | 11,53           | 1982-09-27               | Östl. Ortenberg (weitere Bilder) |
| 327074  | Schmieds- und Witmenbrunnen                      | Immendingen            | ⊙    | 66,72           | 1985-01-30               |                                  |
| 327075  | Tiefentalquellen                                 | Immendingen            | ⊙    | 26,99           | 1985-01-30               |                                  |
| 327078  | Kohlwaldquellen                                  | Egesheim               | ⊙    | 113,96          | 1985-07-15               |                                  |
| 327080  | Schneckentalquellen                              | Geisingen              | ⊙    | 68,63           | 1988-02-01               |                                  |
| 327083  | Primquellen                                      | Balgheim               | ⊙    | 209,51          | 1989-02-01               |                                  |
| 327084  | Kreuzlebrunnen u. Untere Winkeläckerquelle       | Balgheim               | ⊙    | 56,92           | 2009-07-24               |                                  |
| 327102  | Teich- und Hesselbohlquellen                     | Deilingen              | ⊙    | 108,14          | 1993-09-27               | Montschenloch (weitere Bilder)   |
| 327104  | Kuchenquellen                                    | Wehingen               | ⊙    | 34,64           | 1993-09-27               |                                  |
| 327105  | Schenkenrainquelle                               | Deilingen              | ⊙    | 13,87           | 2016-03-21               |                                  |
| 327106  | Ochsenbühl-, Weiler- und Riesequellen            | Deilingen              | ⊙    | 86,36           | 2016-03-30               |                                  |
| 327107  | Höslebachquelle                                  | Hausen ob Verena       | ⊙    | 51,87           | 2015-12-14               |                                  |
| 327109  | Tannenquelle und Dobelquellen                    | Hausen ob Verena       | ⊙    | 161,07          | 2015-12-14               |                                  |
| 327138  | Faulenbachtal                                    | Rietheim-Weilheim      | ⊙    | 1748,65         | 2009-09-20               |                                  |
| 327139  | Tiefbrunnen im Aitrachtal                        | Geisingen              | ⊙    | 5044,88         | 2018-01-23               |                                  |
| 327251  | Brunnaderquelle                                  | Mahlstetten            | ⊙    | 449,28          | 2006-11-30               |                                  |
| 327252  | Schachtbrunnen Walterstein                       | Kolbingen              | ⊙    | 561,34          | 2006-04-05               |                                  |